# Zoltán Solymosi
Zoltán Solymosi (Budapest, 12 dicembre 1967) è un ex ballerino ungherese.

## Biografia
Zoltán Solymosi ha studiato danza all'Accademia di balletto di Budapest e nel 1986 è stato scritturato dall'Het Nationale Ballet; dopo tre anni con la compagnia, nel 1989 si è unito al balletto dell'Opera di Stato della Baviera, a cui è seguita una stagione al Teatro alla Scala.
Nel 1992 Sir Anthony Dowell lo ha invitato ad unirsi al Royal Ballet in qualità di primo ballerino. Nonostante le iniziali difficoltà a passare dallo stile Vaganova a quello tradizionale inglese, Solymosi ha ottenuto grande successo nella compagnia, in cui ha danzato per tre stagioni ricoprendo ruoli quali Rodolfo in Mayerling, Basilio in Don Chisciotte, Siegfried ne Il lago dei cigni e Des Grieux ne L'histoire de Manon. Particolarmente apprezzata è stata la sua partnership con la prima ballerina Darcey Bussell.
Nel 1995 ha lasciato il Royal Ballet per danzare come étoile ospite con l'English National Ballet. Nel 1996 ha dato l'addio alle scene ed è tornato a Budapest, dove ha cominciato ad insegnare danza Accademia di balletto di Budapest.